# دالي سينجرافين
دالي سينجرافين (بالهولندية: Daley Sinkgraven)‏ (4 يوليو 1995 هولندا - ) هو لاعب كرة قدم هولندي، يلعب كظهير أيسر.

## وصلات خارجية
دالي سينجرافين على موقع الاتحاد الأوربي (الإنجليزية)
- دالي سينجرافين على موقع قاعدة بيانات كرة القدم.إي يو (الإنجليزية)
- دالي سينجرافين على موقع ليكيب (الفرنسية)
- دالي سينجرافين على موقع Soccerway.com (الإنجليزية)
- دالي سينجرافين على موقع عالم كرة القدم.نت (الإنجليزية)
- دالي سينجرافين على موقع AS.com (الإسبانية)